# Делберт Манн
Делберт Мартін Манн молодший (англ. Delbert Martin Mann Jr.; 30 січня 1920, Лоренс, Канзас, США — 11 листопада 2007, Лос-Анджелес, Каліфорнія, США) — американський режисер кіно і телебачення. Володар премії «Оскар» за найкращу режисуру — є одним з шести режисерів в історії світового кінематографа, які отримали цю нагороду за дебютний фільм. З 1967 по 1971 р.-президент Гільдії режисерів Америки.

## Біографія
Син викладача коледжу. Закінчив Університет Вандербільта в Нешвіллі, штат Теннессі. 
У 1941 році закінчив університет і був призваний на військову службу. Як пілот Військово-повітряних сил взяв участь у Другій світовій війні на європейському театрі бойових дій.
Демобілізувавшись після закінчення війни, Манн вступив до школи драматичних мистецтв Єльського університету, а звідти потрапив до міського театру міста Колумбія, штат Південна Кароліна. 
У 1949 році на запрошення свого друга, режисера і продюсера Фреда Коу, переїхав в Нью-Йорк і став працювати на телеканалі NBC. Незабаром став одним з найбільш відомих режисерів американського телебачення, в 1954 році отримавши номінацію на премію «Еммі» за режисуру в телефільмі Our Town c Полом Ньюманом.
Роком раніше Манн поставив для телебачення фільм «Марті» за сценарієм Педді Чаефскі. Фільм мав помірний успіх і телепостановка була в 1955 перетворена в повнометражний кінофільм. «Марті», знятий приблизно за 350 000 доларів, зібрав у прокаті близько 3 000 000 $, що за мірками середини 1950-х вважалося успіхом. Картина отримала 4 премії «Оскар», включаючи нагороди за найкращий фільм (вручена продюсеру Харольд Хехту) і за найкращу режисуру, а також «Золоту пальмову гілку» Каннського кінофестивалю (в перший рік існування цієї премії, до цього в Каннах вручався «Гран-прі»).
Надалі Манну не вдавалося домогтися такого ж великого успіху, хоча за свої телефільми він ще двічі номінувався премію «Еммі» (1978 і 1980). 
Манн протягом чотирьох років (1967—1971 р.р.) був президентом Гільдії режисерів Америки.
Манн помер від пневмонії в госпіталі в Лос-Анджелесі 11 листопада 2007 року в віці 87 років.

## Вибрана фільмографія
- 1955 — Марті / Marty
- 1958 — За окремими столиками / Separate Tables
- 1958 — Любов під в'язами / Desire Under the Elms
- 1961 — Вернись, моя любов / Lover Come Back
- 1962 — Дотик норкового хутра / That Touch of Mink
- 1970 — Джейн Ейр / Jane Eyre
- 1979 — На західному фронті без змін / All Quiet on the Western Front